# Raymond Victor Franz
Raymond Victor Franz (* 1922 in Cincinnati, Ohio; † 2. Juni 2010) war bis Dezember 1981 ein Zeuge Jehovas und bis 1980 Mitglied im Führungsgremium der Religionsgemeinschaft. Danach publizierte er über die Religionsgemeinschaft und galt als ihr prominentester Kritiker.

## Leben
Franz’ Vater, seine Mutter und drei seiner vier Großelternteile waren Zeugen Jehovas. Franz selbst wurde 1938 in der Religionsgemeinschaft aktiv und ließ sich am 1. Januar 1939 als ein Zeuge Jehovas taufen. Gleich nach seinem Schulabschluss im Jahre 1940 begann er den Vollzeit-Predigtdienst. Wegen des 1942 begonnenen Sonderpionierdienstes erhielt er von der Wachtturm-Gesellschaft Zuwendungen zum Lebensunterhalt, sodass er sich voll auf seine missionarische Tätigkeit konzentrieren konnte. 1944 besuchte er über einen Zeitraum von 5 Monaten in der gemeinschaftsinternen Missionarsschule „Gilead“ einen Kurs, der Zeugen Jehovas für den Missionardienst ausbildet und vorbereitet.
In den nächsten 20 Jahren war Raymond Franz als Missionar, Kreisaufseher, Zonenaufseher und Zweigaufseher in Puerto Rico, der Dominikanischen Republik und auf den Virgin-Islands tätig. 1959 heiratete er eine Zeugin Jehovas, Cynthia. Zwecks weiterer Schulung besuchte er 1964 einen 10 Monate dauernden Kurs an der Gileadschule und war ab 1965 in der Weltzentrale der Zeugen Jehovas in Brooklyn, New York City, USA, tätig.
Im Jahre 1971 wurde er Mitglied der leitenden Körperschaft, des weltweiten Leitungsgremiums der Religionsgemeinschaft. Er hielt Ansprachen auf Kongressen und zu Bestimmungsübergaben von Gebäuden und Einrichtungen.
Am 22. Mai 1980 endete die Zeit seiner zwei Leitungsfunktionen. Er erhielt eine Abfindung in Höhe von 10.000 $ und lebte von da an in Gadsden, Alabama, auf dem Gelände von Peter Gregerson, einem Zeugen Jehovas, bei dem Franz auch arbeitete. Kurze Zeit später verließ Peter Gregerson die Religionsgemeinschaft auf eigenen Wunsch. Nach Raymond Franz’ Angaben wurde er am 31. Dezember 1981 von der Religionsgemeinschaft ausgeschlossen, weil er mit Peter Gregerson eine gemeinsame Mahlzeit eingenommen hatte.
Anschließend schrieb Raymond Franz an einem Buch über seine Zeit bei den Zeugen Jehovas. Der englische Titel ist Crisis of Conscience, der deutsche Der Gewissenskonflikt. Das Buch wurde mittlerweile in viele verschiedene Sprachen übersetzt.
1985 siedelte Raymond Franz mit seiner Frau nach Atlanta, Georgia, um und wohnte dort in einem eigenen Haus. Eine Spende einer Leserin seines Buches und das zurückgelegte Geld von seiner Tätigkeit bei Peter Gregerson machten diesen Umzug möglich.
1991 gab Franz das Buch In Search of Christian Freedom heraus. 1997 wurde es in deutscher Übersetzung (Auf der Suche nach christlicher Freiheit) auf CD-ROM veröffentlicht. Seit 2005 ist es auch als gebundene Ausgabe erhältlich. Für Franz stehen die „christliche Freiheit“, die Liebe und Verantwortung und nicht die Loyalität zu einer Religionsgemeinschaft im Vordergrund. Er kritisiert die in seinen Augen autoritäre Struktur sowie unbiblischen Methoden und Lehren der Zeugen Jehovas anhand seines persönlichen Verständnisses der Bibel.
Raymond Franz erlitt am 30. Mai 2010 einen Schlaganfall und fiel ins Koma. Am 2. Juni 2010 veranlasste seine Ehefrau Cynthia, dass alle lebenserhaltenden Maßnahmen eingestellt wurden. Um 13:37 Uhr Ortszeit wurde er für tot erklärt.

## Familie
- Cynthia, die Ehefrau von Raymond Franz, wurde 1935 geboren,[21] die Hochzeit war 1959.[6] Bei den meisten Reisen, die Raymond in die ganze Welt unternahm, war sie dabei. Sie hatte schwere gesundheitliche Probleme.[6]
- Frederick William Franz, geboren 1893, ein Onkel von Raymond Franz, war von 1945 bis 1978 Vizepräsident, anschließend bis zu seinem Tod im Jahre 1992 Präsident der Watch Tower Bible and Tract Society of Pennsylvania, der Muttergesellschaft aller rechtlichen Organisationen unter der Firmierung Wachtturm-Gesellschaft. Er war ebenfalls Mitglied der leitenden Körperschaft.
- Alvin Franz, ein weiterer Onkel von Raymond Franz, das jüngste von vier Geschwistern, verließ 1925 die Religionsgemeinschaft der Zeugen Jehovas.[22]

## Herausgegebene Bücher
- Raymond Franz: Der Gewissenskonflikt. Menschen gehorchen oder Gott treu bleiben? Ein Zeuge Jehovas berichtet (Bericht eines ehemaligen Führungsmitglieds).
  - 5. Auflage, Verlag Ausstieg e.V., Karlsruhe, Paperback, 2014, ISBN 978-3-00-046312-9.
  - 4. Auflage, Bruderdienst Missionsverlag, Gebundene Ausgabe, Januar 2007, ISBN 978-3-00-020053-3.
  - Claudius-Verlag, München; 1. Aufl., 1988; 2. Aufl., 1991; 3. Aufl., 1996; ISBN 3-532-62074-X.
- Raymond Franz: Auf der Suche nach christlicher Freiheit. Antworten auf Fragen von Sektenaussteigern.
  - 1. Auflage, Bruderdienst Missionsverlag, Gebundene Ausgabe, September 2005, ISBN 3-00-015952-5.